# Quatre Femmes pour un héros
Pour les articles homonymes, voir hommage.
Pour plus de détails, voir Fiche technique et Distribution.
Quatre Femmes pour un héros (titre original : Homenaje a la hora de la siesta) est un film coproduit par l'Argentine, le Brésil et la France, réalisé par Leopoldo Torre Nilsson et sorti en 1962.

## Synopsis
Un reporter parisien et son photographe partent au Brésil, au cœur de la forêt amazonienne, où se déroule une cérémonie à la mémoire de quatre pasteurs missionnaires assassinés par des Indiens qu'ils souhaitaient évangéliser. Les quatre veuves se retrouvent dans un hôtel avec le journaliste. Ce dernier rencontre le guide des missionnaires. Celui-ci lui révèle qu'un seul des pasteurs est mort en martyr, les trois autres lui ayant demandé de leur éviter le supplice. Chacune des femmes espère être la veuve du héros. Une de celles-ci, Constance, découvrant la réalité - son mari s'est suicidé -, tue le guide et met le feu à la forêt afin de dissimuler les traces de la vérité. Les autres épouses continueront, de leur côté, à croire à la pureté d'âme de leurs défunts...

## Fiche technique
- Titre du film : Hommage à l'heure de la sieste ou Quatre Femmes pour un héros[1]
- Titre original : Homenaje a la hora de la siesta
- Réalisation : Leopoldo Torre Nilsson
- Scénario : L. Torre Nilsson, Beatriz Guido (es) d'après sa pièce éponyme
- Photographie : Alberto Etchebehere
- Format : Noir et blanc - 1,33 : 1
- Musique : Jorge López Ruiz
- Son : Jorge Castronuovo - Mono
- Montage : Jacinto Cascales
- Décors : Óscar Lagomarsino
- Production : Néstor Gaffet, Procides, Imperial Films
- Pays d'origine :  Argentine/ Brésil/ France
- Durée : 85 minutes
- Sortie : 
  - Italie : 7 septembre 1962 à la Mostra de Venise
  - France : 10 mai 1967

## Distribution
- Alida Valli : Constance Fischer
- Violeta Antier : Lilian Larsen
- Paul Guers : Henri Balmant, le reporter
- Alexandra Stewart : Marianne Graham
- Luigi Picchi : le guide
- Glauce Rocha (pt) : Berenice Bellington
- Maurice Sarfati : Lombardo